# Damon
Damon  è un nome proprio di persona inglese maschile.

## Origine e diffusione
Riprende il nome greco di tradizione mitologica Δήμων (Dḗmōn, forma ionica) o Δάμων (Dámōn, forma dorica), derivato dal verbo δάμαω (dámaō), "domare", "addomesticare"; in inglese è usato comunemente solo dal XX secolo.
Il nome è portato da un personaggio della mitologia greca, Damone; dalla storia di lui e del suo amico Finzia, simbolo di lealtà e fedeltà, sono stati tratti alcune opere, fra cui il film muto Damon and Pythias del 1908 e il suo omonimo remake del 1914.

## Onomastico
Non ci sono santi con questo nome, che è quindi adespota. L'onomastico si può festeggiare il 1º novembre, giorno di Ognissanti.

## Persone

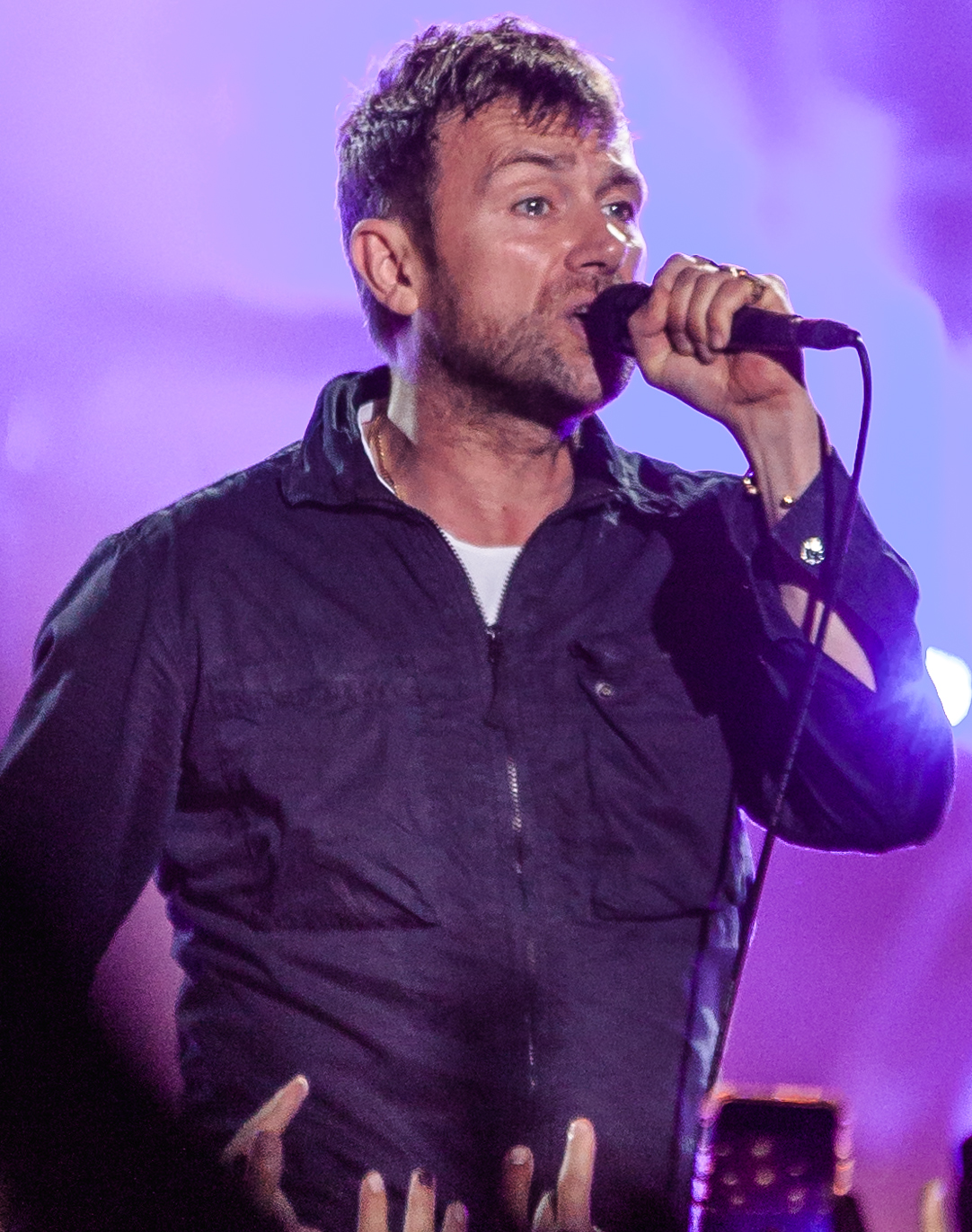
Damon Albarn

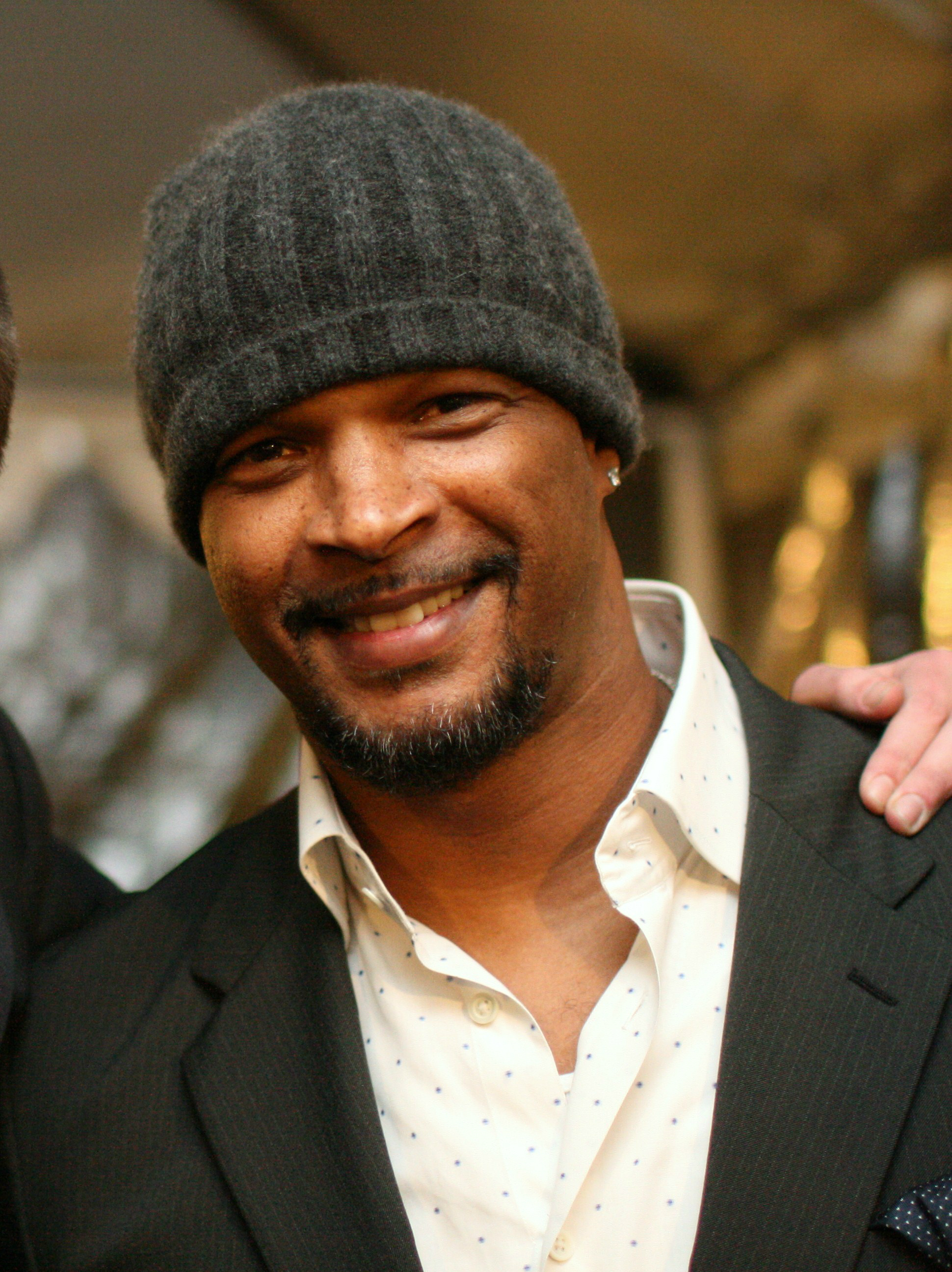
Damon Wayans

- Damon Albarn, cantante e musicista britannico
- Damon Bailey, cestista e allenatore di pallacanestro statunitense
- Damon Evans, attore statunitense
- Damon Gough, vero nome di Badly Drawn Boy, cantautore britannico
- Damon Gray, calciatore britannico
- Damon Hill, pilota automobilistico britannico
- Damon Jones, cestista statunitense
- Damon Knight, scrittore, curatore editoriale e critico letterario statunitense
- Damon Lindelof, sceneggiatore, produttore televisivo e fumettista statunitense
- Damon Minchella, bassista britannico
- Damon Runyon, scrittore e giornalista statunitense
- Damon Stoudamire, cestista e allenatore di pallacanestro statunitense
- Damon Wayans, attore, comico e sceneggiatore statunitense
- Damon Wayans Jr., attore e sceneggiatore statunitense
- Damon Williams, cestista statunitense

## Il nome nelle arti
- Damon Salvatore è un personaggio della serie di romanzi Il diario del vampiro, scritta da Lisa J. Smith, e della serie televisiva da essa tratta The Vampire Diaries.